# Barrio Sucre
Sucre es uno de los sectores que conforman la ciudad de Cabimas en el estado Zulia (Venezuela), pertenece a la parroquia Germán Ríos Linares.

## Ubicación
Se encuentra entre los sectores Simón Bolívar y Los Laureles al este (Av 34), 26 de julio y 19 de abril al sur (carretera H y calle Sucre ), 12 de octubre y 19 de abril al oeste (Av 32,33 y calle Sucre) y la laguna del Mene al norte.

## Zona residencial
Sucre recibe su nombre de Antonio José de Sucre el Gran Mariscal de Ayacucho, aunque también en parte deriva de la calle Sucre que lo separa del sector 19 de abril y donde comienza la Av 33. Sucre es una zona residencial con aceras altas y algunas veredas. Uno de sus problemas es que tiene baja altura topográfica y se inunda cuando llueve, quizá debido a su cercanía a la laguna del Mene.

## Vialidad y transporte
En Sucre termina la calle Chile en la parada de H y Delicias, línea que opera en el sector. Por la carretera H pasa la línea H y Cabillas, la cual tiene su parada en la Av 34. Sucre tiene buenas calles y buena señalización. La vialidad ha mejorado en tiempo reciente la Av 34 en Sucre era de tierra cuando en 1982 la asfaltaron por primera vez luego en el gobierno de Noe Acosta hoy en día se hace una laguna en esta importante vía cada vez que llueve.